# Salacia erecta
Salacia erecta är en benvedsväxtart som först beskrevs av George Don och fick sitt nu gällande namn av Wilhelm Gerhard Walpers. Salacia erecta ingår i släktet Salacia och familjen Celastraceae.

## Underarter
Arten delas in i följande underarter:
- S. e. dewildemaniana
- S. e. kabweensis
- S. e. leonardii